# Brochocin (Ząbkowice Śląskie)
Pour les articles homonymes, voir Brochocin.
Brochocin (en allemand : Dürr-Brockuth) est une localité polonaise de la gmina de Ciepłowody, située dans le powiat de Ząbkowice Śląskie en voïvodie de Basse-Silésie.

## Géographie
Le village si situe dans la région historique de Basse-Silésie, à quatre kilomètres au nord de Ciepłowody.

## Histoire
Depuis le Moyen-Âge, le domaine appartenait au duché de Brzeg qui, après la mort du dernier duc Georges Guillaume en 1675, par le droit de déshérence revient à la couronne de Bohême au sein de la monarchie de Habsbourg. Résultant de la première guerre de Silésie, en 1742, il fut annexé par le royaume de Prusse.
Au XIXe siècle, le manoir de Dürr-Brockuth, propriété de la famille von Saurma, était incorporé dans l'arrondissement de Nimptsch au sein de la province de Basse-Silésie. Il est conquis par l'Armée rouge à la fin de la Seconde Guerre mondiale en 1945 puis rattaché à la réüublique de Pologne. La population germanophone restante était expulsée.

## Personnalités
- Friedrich von Logau (1604–1655), poète.